# Richard Harries
Richard Douglas Harries, baron Harries de Pentregarth, (né le 2 juin 1936) est un évêque à la retraite de l'Église d'Angleterre et ancien officier de l'armée britannique. Il est évêque d'Oxford de 1987 à 2006. De 2008 à 2012, il est professeur de théologie Gresham.

## Éducation et carrière militaire
Harries fait ses études au Wellington College et à l'Académie royale militaire de Sandhurst. Il est nommé sous-lieutenant dans le Royal Corps of Signals le 16 décembre 1955  et est promu lieutenant deux ans plus tard. Il quitte l'armée régulière active le 12 septembre 1958 (transfert dans la réserve des officiers), et part au Selwyn College, Cambridge, où il étudie la théologie (BA 1961, MA 1965), avant de passer au Cuddesdon College (1961-1963) pour étudier en vue de l'ordination. Il démissionne de sa commission d'origine dans l'armée le 18 mars 1965, mais est immédiatement réaffecté en tant qu'aumônier des Forces 4e classe  dans l'armée territoriale et le 29 octobre 1969, il est de nouveau transféré dans la réserve.

## Ministère de l'église
Harries est consacré diacre en 1963, devenant vicaire adjoint de Hampstead St John dans le diocèse de Londres (1963-1969). Il est ordonné prêtre l'année suivante et combine son ministère à St John's avec l'aumônerie de l'ancien Westfield College (maintenant partie de Queen Mary, Université de Londres) (1967-1969). Il est tuteur au Wells Theological College (1969-1971) et directeur du nouveau Salisbury and Wells Theological College (1971-1972).
Il retourne au ministère paroissial en tant que vicaire de la paroisse Toussaint de Fulham (1972-1981) et revient dans le monde universitaire en tant que doyen du King's College de Londres (1981-1987). Il est nommé évêque d'Oxford en 1987, étant consacré le 28 mai à la cathédrale Saint-Paul par Robert Runcie, archevêque de Cantorbéry et prenant un siège en tant que Lord Spiritual à la Chambre des lords en 1993. En 1999, il est nommé à la Commission royale (présidée par John Wakeham) enquêtant sur une éventuelle réorganisation de la Chambre des Lords (ce groupe produit le rapport Wakeham). Il prend sa retraite le 2 juin 2006, date de son 70e anniversaire.
Dans la semaine précédant sa retraite, le 26 mai 2006, Downing Street annonce se nomination comme pair à vie, avec le titre de baron Harries de Pentregarth, de Ceinewydd dans le comté de Dyfed le 30 juin 2006. Il siège en tant que cross-bencher. Le 4 août 2006, il est nommé au Tribunal des causes ecclésiastiques réservées pour une période de cinq ans.

## Autres activités
En 1986, Harries prend un poste subsidiaire en tant que consultant auprès des archevêques de Cantorbéry et d'York sur les relations interconfessionnelles. En tant qu'évêque d'Oxford, il est membre fondateur de l'Oxford Abrahamic Group, réunissant des érudits chrétiens, musulmans et juifs. Il préside le Conseil des chrétiens et des juifs de 1992 à 2001. En 1988, il est président de la Johnson Society, prononçant un discours présidentiel sur Johnson – A Church of England Saint. Il est membre de la Human Fertilization and Embryology Authority (président du comité d'éthique et de droit de la HFEA) et membre du Nuffield Council on Bioethics, ainsi que président du comité restreint de la Chambre des lords sur la recherche sur les cellules souches. Il est président du conseil d'administration de l'Église d'Angleterre pour la responsabilité sociale (1996-2001) et président du groupe de travail de la Chambre des évêques sur les questions de sexualité humaine et siège au conseil d'administration de Christian Aid. Il est membre de la Commission royale sur la réforme de la Chambre des lords (la Commission Wakeham). Contributeur régulier de l'émission Today sur BBC Radio 4, dont de nombreuses apparitions sur Thought for the Day, il publie trois livres de conférences radio. Il est mécène de POWER International (www.powerinternational.org), une organisation caritative qui travaille avec les personnes handicapées dans les pays pauvres.
Harries est membre du Nuffield Council on Bioethics 2002-2008. En 2002, il est professeur invité au Liverpool Hope University College. En 2008, il remplace Keith Ward comme professeur de théologie Gresham.
Harries insiste sur le fait qu'il n'y a pas de conflit entre la science et la religion. Il critique à la fois les athées et les créationnistes au franc-parler : « De temps en temps, je vois des magazines créationnistes américains avec des articles écrits par des personnes prétendant avoir un doctorat en sciences. Juger la religion uniquement sur la base de ses exemples les moins crédibles, c'est comme si je jugeais toute la science sur la base de la science créationniste."
Harries est aussi membre du groupe consultatif de pilotage de la Commission sur l'impact de la Religion sur la vie publique britannique.
Harries est l'auteur de 26 livres sur l'interface entre la foi chrétienne et la culture au sens large, notamment l'éthique, la politique et les arts, en particulier les arts visuels, dont The Passion in Art (Ashgate 2004) et Art and the Beauty of God (Continuum 2000), qui est choisi comme livre de l'année par Anthony Burgess dans The Observer, lors de sa publication initiale en 1993. The Re-Enchantment of Morality (SPCK 2008) est sélectionné pour le prix Michael Ramsey 2011 pour la catégorie théologique. L'image du Christ dans l'art moderne est publiée par Ashgate en octobre 2013.
Harry passe régulièrement en revue des livres pour le Church Times.

## Héritage et réputation
Il se préoccupe de justice sociale et a des opinions libérales. Au début de son épiscopat, il engage des poursuites judiciaires contre la politique des commissaires de l'Église en matière d'investissement . Lui et ses co-plaignants font valoir que les commissaires de l'Église mettent trop l'accent sur des considérations purement financières et insuffisamment sur la promotion de la foi chrétienne. Bien que cette contestation ait échoué – les commissaires disposaient déjà d'une politique d'investissement éthique, la Cour reconnait qu'il est approprié que les organismes de bienfaisance examinent si leurs stratégies d'investissement peuvent aliéner les soutiens financiers de l'organisme de bienfaisance.
En 1996, Harries fait partie d'un groupe de travail de dirigeants religieux cherchant à lutter contre la montée des sans-abri dans l'ouest de Londres. Harries et les autres fondateurs d'origine défendent le besoin d'un refuge à accès ouvert qui accueille tous ceux qui en ont besoin, indépendamment de leur lien local, de leur religion ou de leur nationalité. Le groupe, anciennement connu sous le nom de West London Churches Homeless Concern, obtient le statut d'organisme de bienfaisance en 2000 et change son nom en « Glass Door » en 2014. Il continue de gérer des refuges pour sans-abri basés dans des églises dans le centre et le sud-ouest de Londres.
Le 11 février 2017, Harries est l'un des quatorze évêques à la retraite à signer une lettre ouverte aux évêques alors en fonction de l'Église d'Angleterre. Dans un geste sans précédent, ils expriment leur opposition au rapport de la Chambre des évêques au Synode général sur la sexualité, qui ne recommande aucun changement aux canons ou aux pratiques de l'Église en matière de sexualité. Le 13 février, un évêque en exercice (Alan Wilson, évêque de Buckingham) et neuf autres évêques à la retraite ajoutent leurs signatures et le 15 février, le rapport est rejeté par le synode.
Harries est nommé membre du King's College de Londres (FKC) en 1983, membre de la Royal Society of Literature en 1996 et membre honoraire de l'Académie des sciences médicales en 2004. En 1994, il devient docteur en théologie honoris causa de l'Université de Londres et en 2001, il reçoit un diplôme de docteur de l'université (DUiv) par l'Université Oxford Brookes.
En 2012, il reçoit la médaille du président de la British Academy.

## Sources
- Michael (ed.) Brierley, Public Life and the Place of the Church: Reflections to Honour the Bishop of Oxford, Aldershot, Ashgate, 2006 (ISBN 0-7546-5300-5)
- John S. Peart-Binns, Heart in My Head: A Biography of Richard Harries, London, Continuum, 2007 (ISBN 978-0-8264-8154-2) Forthcoming.